# Gaitana (cantante)
Gaita-Lurdes Essami (en ucraniano: Гайта-Лурдес Ессамі; Kiev, 29 de septiembre de 1979), más conocida como Gaitana (en ucraniano: Гайтана), es una cantautora ucraniana de ascendencia congoleña. Su música combina elementos de jazz, funk, soul y folk. Gaitana representó a Ucrania en el Festival de la Canción de Eurovisión 2012 en Bakú, Azerbaiyán.

## Infancia
Gaitana nació en Kiev, en ese tiempo perteneciente a la República Socialista Soviética de Ucrania de la Unión Soviética (hoy día Ucrania), pero posteriormente se trasladó a la República del Congo donde su padre, Klaver Essami, había nacido. Vivió allí por cinco años. Después, Gaitana volvió a Ucrania con su madre, pero su padre se quedó en Brazzaville, donde se ocupa de una empresa de transporte.

## Carrera
Gaitana canta en ucraniano, inglés y ruso, pero también conoce el francés y el lingala. Gaitana es licenciada en economía y ha representado a Ucrania en competiciones internacionales de tenis de mesa. En su juventud terminó el conservatorio de saxofón. Todas la música y las canciones que canta las compone ella misma. 
Gaitana actuó en la investidura presidencial de Barack Obama en 2009.

### Eurovisión 2012
Gaitana fue elegida para representar a Ucrania en el Festival de la Canción de Eurovisión 2012 en Bakú, Azerbaiyán con la canción, compuesta por ella misma, "Be My Guest". Tras pasar la semifinal, quedó decimoquinta con 65 puntos en la Gran Final. Gaitana es la primera cantante afro-ucraniana que participa en el concurso.
Los comentarios vertidos por un alto oficial del Partido Pan-ucraniano "Libertad" afirmando que “Gaitana no es una representante orgánica de la cultura ucraniana” generaron controversia y acusaciones de racismo en Ucrania.

## Discografía

### Álbumes
- 2003 - О тебе (Sobre ti) - Гайтана & Unity
- 2005 - Слідом за тобою (Siguiéndote)
- 2007 - Капли дождя (gotas de lluvia)
- 2008 - Kукaбaррa (Kukabarra) [Canciones infantiles]
- 2008 - Тайные желания (Deseos secretos)
- 2010 - Только сегодня (Solo hoy)
- 2012 - Viva, Europe!
- 2014 - Voodooman

### Singles
- 2006 - Двa вiкнa (Dos ventanas) [Single]
- 2007 - Шaленій (Vuélvete loco) [Single]
- 2009 - Нeщoдaвнo (Hace poco) [Single] - Гайтана та Стас Конкін
- 2012 - Be My Guest
- 2013 - Aliens
- 2014 - Galaxy